# Arendalsvarvet

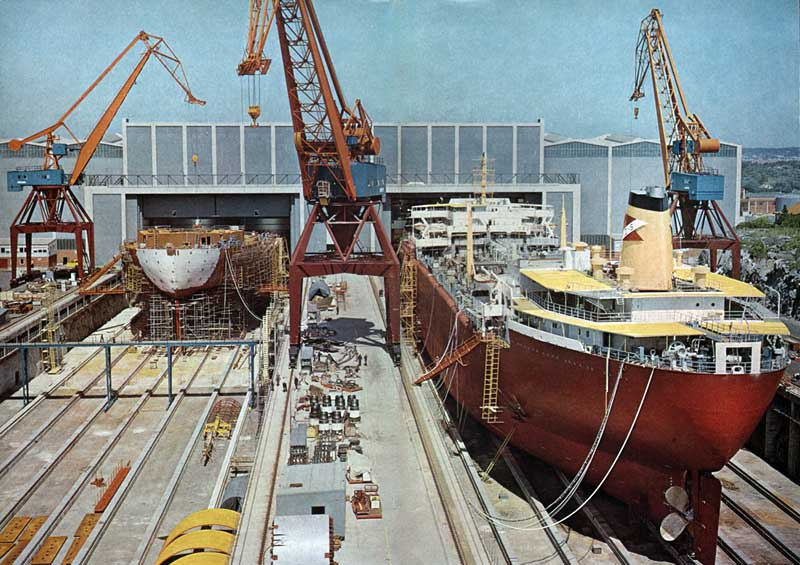
Arendalsvarvet 1965.

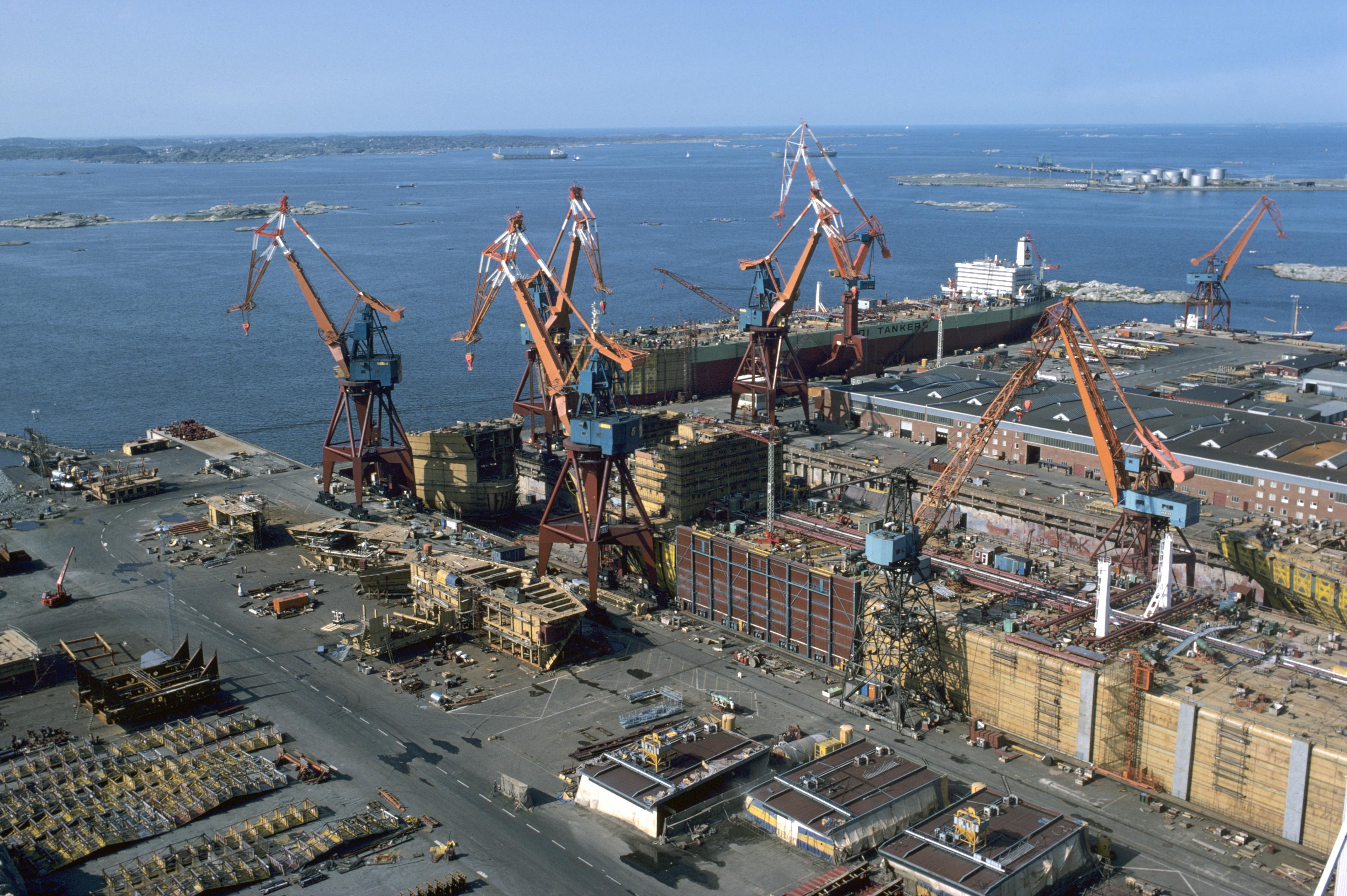
Flygbild över varvet, 1977.

Arendalsvarvet var en varvsindustri (nybyggnadsvarv) vid Arendal på Hisingen i Göteborg. Rivöfjorden är namnet på havet utanför. 

## Historik
Under 1950-talet började AB Götaverken planera för ett nytt skeppsvarv, då det gamla Cityvarvet inte hade kapacitet att sjösätta större fartyg än max 50 000 ton. Den 1 december 1958 beslöt styrelsen att Arendalsprojektet skulle fullföljas. Vid Synneröd i Arendal på västra Hisingen togs det första spadtaget den 18 mars 1959 och 4 000 kubikmeter berg sprängdes bort med hjälp av 1 200 ton dynamit. Totalt förvärvades 1 700 000 kvadratmeter mark - varav 1 300 000 var utbyggbart - att jämföra med Götaverkens 263 000 kvadratmeter. En väg och järnväg drogs fram till och in på varvsområdet. En 470 meter lång tunnel sprängdes genom ett berg i områdets östra sida för att klara avrinningen av det ytvatten som bildades på området. Gåsesundsviken invallades och skiljdes från den utanför liggande Rivöfjorden av en 220 meter lång fångdamm. Den andra större viken på området — Gapekilen — lades till större delen igen med hjälp av de bortsprängda bergsmassorna.
Den 25 maj 1963 invigdes varvet av statsminister Tage Erlander, med två fartygsbäddar och kapacitet för fartyg upp till 240 000 ton. Men redan den 24 maj hade varvet visats upp för pressen, och den 26 maj var det "Alla Götaverkares Dag", då företagets alla anställda inbjöds att tillsammans med sina familjemedlemmar besöka varvet. Totalt deltog 16 000 inbjudna. Det första fartygsbygget hade påbörjats den 1 mars samma år, genom att en 224 ton sektion lades på plats i byggdocka II, och den 10 september 1963 sjösattes ett 36 000 tons bulkfartyg för Grängesbolaget. Ytterligare tolv beställningar fanns då i orderboken, och den 13 december tillkom beställningar på sju supertankers.  År 1963 uppgick investeringen i Arendalsvarvet till 200 miljoner kronor.
Arendalsvarvet var unikt genom att det mesta av byggnationen skedde inomhus, istället för ute på en stapelbädd. Tillverkningen enligt den så kallade Arendalsprincipen gick ut på att fartygssektionerna tillverkades separat och sedan sammanfogades med varandra med hjälp av traverser vilka hade upp till 300 tons lyftkraft. De båda portarna i Skrovhallen gav öppningar på vardera 1 400 kvadratmeter. De sammanbyggda delarna av skrovet sköts sedan ut (en så kallad "putt") på glidbanor in i den ena av två byggdockorna, vilka sträckte sig 35 meter in i hallen. Idén att bygga fartyg på detta sätt kom från skeppsbyggaren Nils Svensson. Vid produktionslinjens början fanns en helt mekaniserad plåtgård. Från denna gick materialet på rullbanor för en högt mekaniserad bearbetning i riktvalsar, blästringsverk, plåt-, profil-, och svetsverkstäder till skrovhallen där sektionerna — som kunde väga 200 ton — svetsas och själva hopmonteringen av fartygsskroven skedde. Skrovhallen var en imponerande byggnad med en längd av 228 meter, en invändig fri höjd av 30 meter och uppdelas i två skepp med vardera en fri bredd av 33 meter. De två byggdockorna hade en längd från innerkant dockport till andra dockgaveln på 332,2 meter. Den fria bredden var 46 meter och djupet från medelvattenytan till dockbotten var 7,2 meter. Mellan dockorna låg en 20 meter bred utrustningspir och utmed den ena dockan fanns utrustningsverkstäder i en enda stor byggnad.
Efter några år gick utvecklingen emellertid förbi varvet när sektionsbyggen hanterade av bockkranar med kapacitet för  1 000 ton blev vanliga vid andra varv. Arendal blev en del av Svenska Varv som bestod av Götaverken, Uddevallavarvet och Karlskronavarvet vid bildandet den 22 juni 1977. I samband med varvskrisen vände sig Arendalsvarvet mot offshoremarknaden och hade framgång med egenkonstruerade oljeplattformar. 
År 1989 beslöt ägaren svenska staten att lägga ner verksamheten vid Arendal. Det sista fartyget, isbrytaren Oden, levererades samma år. Totalt levererades 140 flytetyg åren 1963-1989, varav 107 var fartyg.